# آیاپل
آیاپل (به اسپانیایی: Ayapel) یک سکونتگاه مسکونی در کلمبیا است که در بخش کوردوبا واقع شده‌است.